# Dmitri Wadimowitsch Charatjan

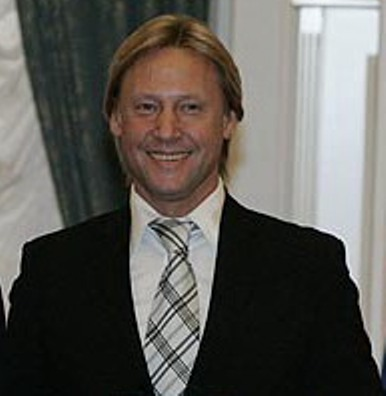
Dmitri Charatjan 2008

Dmitri Wadimowitsch Charatjan (russisch Дми́трий Вади́мович Харатья́н; * 21. Januar 1960 in Olmaliq, Usbekische SSR) ist ein sowjetisch-russischer Schauspieler und Moderator.

## Leben
Er wurde in Olmaliq, Usbekische SSR, Sowjetunion (heute Provinz Taschkent, Usbekistan) geboren. Sein Debüt gab er 1977 in Wladimir Menschows Rosygrysch (russisch Розыгрыш).

Im März 2014 unterzeichnete er einen Brief zur Unterstützung der Position des russischen Präsidenten Wladimir Putin zum russischen Beitritt zur Krim.

Er ist verheiratet und hat einen Sohn und eine Tochter. Er lebt mit seiner Familie in Krasnogorsk.

## Filmografie (Auswahl)
- 1977: Rosygrysch (Розыгрыш)
- 1980: Ochota na lis (Охота на лис)
- 1983: Seljonyj furgon (Зелёный фургон)
- 1986: Letnije wpetschatlenija o planete "Z" (Летние впечатления о планете Z)
- 1988: Gardemariny, Wperjod! (Гардемарины, вперёд!)
- 1991: Wiwat, gardemariny! (Виват, гардемарины!)
- 1992: Gardemariny-III (Гардемарины-III)
- 1992: Na Deribassowskoi choroschaja pogoda, ili na Braiton Bitsch opjat idut doschdi (На Дерибасовской хорошая погода, или На Брайтон-Бич опять идут дожди)
- 2006: Cars (Russische Stimme von Lightning McQueen)
- 2013: The Cube (Куб, Perwy kanal; Moderator)